# The Goat of Mendes
The Goat of Mendes è il secondo album in studio del gruppo blackened death metal inglese Akercocke, pubblicato nel 2001.

## Tracce
1. Of Menstrual Blood and Semen – 6:25
2. A Skin for Dancing In – 7:17
3. Betwixt Iniquitatis and Prostigiators – 2:12
4. Horns of Baphomet – 7:06
5. Masks of God – 4:51
6. The Serpent – 3:47
7. Fortune My Foe – 1:16
8. Infernal Rites – 4:29
9. He Is Risen – 4:47
10. Breaking Silence – 4:15
11. Initiation – 1:11
12. Ceremony of Nine Angles – 8:53